# Gaio Licinio Calvo
Gaio Licinio Calvo (in latino Gaius Licinius Calvus; Roma, 82 a.C. – 47 a.C.) è stato un poeta e oratore latino.

## Biografia
Figlio dell'annalista Gaio Licinio Macro, Calvo seguiva la corrente atticista.
Entrato a far parte dei poetae novi o neòteroi, fu amico di Catullo e avversario di Cicerone come oratore. Avversario sia di Cesare sia di Pompeo, come oratore partecipò a importanti processi, tra i quali spicca quello contro Publio Vatinio.
Forse non di mediocre patrimonio - come proverebbe il fatto che Augusto visse nella sua casa presso il Foro, dopo averla comprata, Calvo era di statura piccola, come prova il fatto che l'amico Catullo lo chiami salaputium (termine osceno riguardante la piccolezza). Egli sposò Quintilia, di cui rimase presto vedovo ed alla quale dedicò elegie celebrate per la dolcezza e per i toni struggenti.
Sembra che l'eccesso di studi e lavoro ne avesse, comunque, minato il fisico, visto che risulta che Calvo morì all'inizio dei trent'anni, certamente non oltre i 36.

## Opere
Di Calvo come oratore resta menzione di almeno 21 orazioni, tra le quali famose nell'antichità erano quelle contro Vatinio, caratterizzate, a dire delle citazioni, da veemenza e argomentazioni stringenti. Di queste, solo i titoli di cinque sono tramandati: In Asitium, In Drusum, Pro Messio, Pro C. Catone, In Vatinium (in quest'ultima causa fu, appunto, rivale di Cicerone).
Come poeta, Calvo scrisse molte poesie, d'amore, satiriche e politiche, come l'amico fraterno Catullo, ma delle quali restano solo 24 versi, che mostrano come la polimetria non fosse esclusiva solo di Catullo: tra questi vanno segnalati un epigramma contro Pompeo, accusato di essere omosessuale, resti di un epitalamio e di carmi infamanti, in trimetri giambici, contro Cesare e personaggi dell'alta società. 
La poesia dotta era rappresentata da un epillio intitolato Io, dedicato all'omonima eroina, di cui restano pochi frammenti di tono erudito, tra i quali un verso celebre per il pathos: a, virgo infelix, erbis pascebis amaris!, riecheggiato poi da Virgilio (adattato a Pasifae) nella VI ecloga delle Bucoliche.
Infine, come detto, Calvo scrisse le elegie che compose in memoria della moglie Quintilia e che l'amico Catullo elogiava come piene di affetto: forse in esse il poeta dialogava, ricambiato, con l'ombra della moglie, come parrebbe da uno dei due frammenti rimasti. La sua lirica, dunque, per quanto traspare dai pochi resti, fu di impronta alessandrina, caratterizzata da una profonda erudizione, da una attenzione all'elaborazione della forma, ma anche da una spontanea espressione di intimità affettiva.